# Meyerius heindrichi
Meyerius heindrichi är en spindeldjursart som först beskrevs av Edward A. Ueckermann och Loots 1984.  Meyerius heindrichi ingår i släktet Meyerius och familjen Phytoseiidae. Inga underarter finns listade i Catalogue of Life.